# Forst Kleinschwarzenlohe
Forst Kleinschwarzenlohe är ett kommunfritt område i Landkreis Roth i Regierungsbezirk Mittelfranken i förbundslandet Bayern i Tyskland.